# .ad
.ad는 안도라의 국가 코드 최상위 도메인이다. 안도라 통신국(안도라 텔레콤)이 관리하고 있다.
'ad'는 영어로 advertisement, advert의 약자인데 이는 '광고'라는 뜻이다. 이 때문에 일부 광고 매체나 광고 기업에서는 도메인 핵 효과를 노리고 이 도메인을 활용하는 경우도 있다. 또 서력기원(A.D.)의 약자 표기와도 비슷하기 때문에 '2025.ad'(→ 서기 2025년)라는 식으로 활용하기도 한다.

## 등록 규정
.ad는 안도라 통신국의 도메인 등록 규정에 따라 관리되며, 그 용도는 상업적 용도와 개인 용도로 구분되고 있다.

### 상업적 용도
상업적 용도의 도메인은 2차 도메인, 즉 '(이름).ad'의 형태로 등록할 수 있다.
상업적 용도 안에서도 그 도메인 이름이 상표인가 아니면 기업명인가에 따라 등록 절차가 다르다. 우선 상표인 경우에는 안도라에 거주하는 상표권자여야 하며, 안도라에 거주하지 않는 경우에는 안도라 상표특허청(OMPA)에 신청서를 제출해 승인받아야 한다. 기업명인 경우에는 안도라에 위치한 회사의 소유주인 경우에만 가능하며, 안도라 국민이거나 안도라에 20년 이상 거주한 사람이어야 신청이 가능하다.
안도라 국장·국기 사무국에 .ad 도메인을 신청한 경우라면 적용되는 도메인 이름이 상표명 혹은 회사명과 반드시 같아야 한다.

## 개인 용도
개인 용도의 도메인은 3차 도메인으로만 등록이 가능하며, 그 형태도 '(이름).nom.ad', '(이름).nombre.ad'로 정해져 있다. 아직 개인용도의 도메인을 사용하고 있는 홈페이지는 없는 것으로 알려져 있다.
한편 안도라의 공용어가 카탈루냐어이기 때문에, 카탈루냐 지역에 할당된 최상위 도메인인 .cat를 사용하는 경우도 일부 있다.

## 같이 보기
- .cat